# 中村昌宏
中村 昌宏（なかむら まさひろ、1941年（昭和16年）4月 - ）は、日本の経済学者。元徳島文理大学総合政策学教授。和歌山大学経済学部卒業。和歌山県出身。

## 経歴
和歌山県出身。1965年（昭和40年）、和歌山大学経済学部を卒業。大学を卒業後、同年に阿波銀行へ入行。
1991年（平成3年）に徳島経済研究所の常務理事に就任。2000年（平成12年）に徳島文理大学総合政策学部の教授に就任。
これまでに中小企業診断協会徳島県支部理事などを歴任。また日本計画行政学会、中小企業診断協会に所属した。

## 著書
- 『徳島経済ひとこと』（1988年、徳島経済研究所）